# Astorga (comarca agraria)

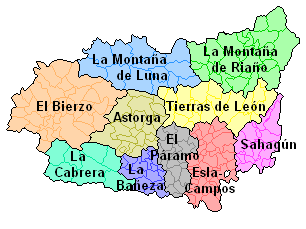
Ubicación de la comarca en la provincia

La comarca agraria de Astorga es una de las divisiones agrarias en las que se divide la provincia española de León.

## Características geográficas

### Descripción y superficie
Se encuentra en la parte central de la provincia, a lo largo de las vegas de los ríos Órbigo y Tuerto. Su relieve es en general llano, excepto en la parte occidental, donde se encuentran los Montes de León, y la parte septentrional, y su altitud varía entre los 847 y los 1408 metros. Destaca el embalse de Villameca, en el municipio de Quintana del Castillo. Su territorio abarca, según datos de 2007, una superficie de 139 668 ha. e incluye 21 municipios, de los cuales los más extensos son Villagatón (167,06 km²) y Quintana del Castillo (155,71 km²).
| Municipio               | Superficie (km²) | Municipio            | Superficie (km²) |
| ----------------------- | ---------------- | -------------------- | ---------------- |
| Astorga                 | 46,78            | Santiago Millas      | 39,69            |
| Benavides               | 74,07            | Turcia               | 31,99            |
| Brazuelo                | 98,13            | Val de San Lorenzo   | 49,49            |
| Carrizo de la Ribera    | 41,85            | Valderrey            | 60,23            |
| Hospital de Órbigo      | 4,58             | Valdesamario         | 61,73            |
| Llamas de la Ribera     | 59,88            | Villagatón           | 167,06           |
| Magaz de Cepeda         | 72,64            | Villamejil           | 78,98            |
| Las Omañas              | 32,49            | Villaobispo de Otero | 31,79            |
| Quintana del Castillo   | 155,71           | Villarejo de Órbigo  | 36,25            |
| San Justo de la Vega    | 48,39            | Villares de Órbigo   | 25,85            |
| Santa Colomba de Somoza | 179,1            |                      |                  |

### Geología y edafología
Geológicamente, su territorio se compone principalmente de cuarcitas y pizarras del Ordovícico, terrazas, rañas y materiales aluviales del Cuaternario, y arcillas, areniscas, margas y arcillas arenosas del Neógeno. Entre los suelos más representativos están xerorthent (48 % de superficie), xerochrept (28 %) y haploxeralf (12 %). El primero se caracteriza por ser moderadamente básico, posee un contenido en materia orgánica medio, en general es profundo y de textura franca o arcillosa. El segundo es un suelo profundo, con bajo contenido en materia orgánica, pH ligeramente ácido y textura franco-arenosa. El último es un suelo profundo (100-150 cm), con poca materia orgánica, ligeramente neutro y de textura franco-arcillo-arenosa.

### Clima
Según la clasificación agroclimática de Papadakis, su territorio posee dos tipos climáticos, uno Mediterráneo templado fresco, en la zona central y occidental, y otro Mediterráneo templado, en la zona sureste. El periodo frío o de heladas, meses en los que la temperatura media de las mínimas es inferior a 7 °C, se extiende entre ocho y nueve meses, excepto en los extremos norte y suroeste, donde puede ser hasta de once meses. Por su parte, el periodo cálido, con temperatura media máxima superior a 30 grados, varía entre 0 y 1 mes, y el periodo seco o árido varía de dos meses en Valdesamario a cuatro meses en Valderrey y San Justo de la Vega. En cuanto al régimen de humedad, la mayor parte se encuentra bajo un régimen Mediterráneo húmedo, mientras que una zona al sur de San Justo de la Vega está bajo el Mediterráneo seco.

## Características agrarias
Se trata de un territorio mayoritariamente forestal, con más de la mitad (54,4 %) de la superficie ocupada por bosques; entre estos, un 21 % es bosque de coníferas, un 24 % es bosque de frondosas, un 22 % es bosque mixto, un 18 % es matorral boscoso de transición, un 12 % son matorrales de vegetación esclerófila y un 3 % son landas y matorrales de vegetación mesófila. Por su parte, las tierras de cultivo representan un 15,7 % de su superficie, con predominio del secano y presencia de regadío en el valle del Órbigo. Entre los cultivos destacan los cereales (centeno, maíz, trigo, cebada y avena), el lúpulo, la remolacha azucarera y la alfalfa. Como cultivos leñosos, se dan viñedo y, en menor medida, frutales.
| Distribución de tierras (2004)       | Superficie (ha)            | Superficie (ha) | Superficie (ha) |
| Distribución de tierras (2004)       | Secano \| Regadío \| Total |                 |                 |
| Cultivos herbáceos                   |                            |                 |                 |
| Centeno                              | 4885                       | 139             | 5024            |
| Maíz                                 | 0                          | 2129            | 2129            |
| Trigo                                | 410                        | 1061            | 1471            |
| Cebada                               | 390                        | 493             | 883             |
| Avena                                | 765                        | 102             | 867             |
| Lúpulo                               | 0                          | 576             | 576             |
| Remolacha azucarera                  | 0                          | 480             | 480             |
| Alfalfa                              | 30                         | 361             | 391             |
| Otros                                | 385                        | 984             | 1369            |
| Cultivos leñosos                     |                            |                 |                 |
| Viñedo no asociado                   | 300                        | 0               | 300             |
| Frutales                             | 2                          | 19              | 21              |
| Otros                                | 0                          | 8               | 8               |
| Barbecho y otras tierras no ocupadas | 7627                       | 778             | 8405            |
| Tierras de cultivo                   | 14 794                     | 7130            | 21 924          |
| Prados naturales                     | 2001                       | 1146            | 3147            |
| Pastizales                           | 17 943                     | 0               | 17 943          |
| Prados y pastos                      | 19 944                     | 1146            | 21 090          |
| Monte maderable                      | 13 477                     | 600             | 14 077          |
| Monte abierto                        | 27 118                     |                 | 27 118          |
| Monte leñoso                         | 34 836                     |                 | 34 836          |
| Terreno forestal                     | 75 431                     | 600             | 76 031          |
| Erial a pastos                       | 8746                       |                 | 8746            |
| Terreno improductivo                 | 3128                       |                 | 3128            |
| Superficie no agrícola               | 6855                       |                 | 6855            |
| Ríos y lagos                         | 1998                       |                 | 1998            |
| Otras superficies                    | 20 727                     |                 | 20 727          |
| Superficie total                     | 130 896                    | 8876            | 139 772         |